# نبردناو امپراتور پاول اول
نبردناو امپراتور پاول اول (به انگلیسی: Russian battleship Imperator Pavel I) یک کشتی بود که طول آن ۴۶۰ فوت ۰ اینچ (۱۴۰٫۲ متر) بود. این کشتی  در سال ۱۹۰۷ ساخته شد.